# Arazzi dei Gonzaga
Gli arazzi dei Gonzaga sono un gruppo di tessuti in lana e seta, di epoca rinascimentale, appartenuti alla nobile famiglia Gonzaga. Alcuni di questi sono oggi conservati nell'"Appartamento degli arazzi" del Palazzo Ducale di Mantova.

## Storia
Simbolo di potere e ricchezza, vennero commissionati nel Cinquecento dai tre figli del marchese Francesco II Gonzaga e di Isabella d'Este: Federico II, Ercole e Ferrante. I manufatti, di grandi dimensioni, vennero realizzati in massima parte nelle Fiandre e in Italia da arazzieri fiamminghi.

### Gli arazzi del cardinale Ercole Gonzaga
Il cardinale Ercole Gonzaga, verso il 1548, commissionò, al pari di quelli ordinati da papa Leone X e sistemati in Vaticano, nove arazzi tessuti a Bruxelles con i cartoni di Raffaello, che lasciò in eredità alla sua morte nel 1563 al duca Guglielmo Gonzaga e che ornarono dal 1565 la basilica palatina di Santa Barbara:
- Lapidazione di Santo Stefano[4]
- Mago Olima accecato da San Paolo
- Pesca miracolosa
- Conversione di Saulo
- Predicazione di San Paolo ad Atene
- Consegna delle chiavi a San Pietro
- Anania colpito dalla morte
- San Paolo e San Barnaba nella città di Listri
- Guarigione dello storpio operata dai santi Pietro e Giovanni.[5]

Dopo la caduta dei Gonzaga, nel 1792 i manufatti suddetti vennero spostati all'interno di Palazzo Ducale. Furono ceduti a Napoleone I nel 1805 e quindi consegnati agli austriaci nel 1814. Nel 1866, prima della liberazione di Mantova dalla dominazione austriaca, gli arazzi furono spediti a Vienna nella reggia imperiale di Schönbrunn e qui restarono fino al 1919 quando vennero restituiti e ricollocati in alcune stanze del palazzo gonzaghesco.
Della collezione Gonzaga, composta da circa 400 pezzi, sono rimasti 52 arazzi; i restanti furono distrutti e dispersi in collezioni private di tutto il mondo.

### Altre opere
Alcuni importanti arazzi sono:
- Annunciazione, 1470 circa, commissionato da Ludovico III Gonzaga, conservato a Chicago
- Millefiori, conservato a Mantova
- Giochi dei Putti, 1540, da cartoni di Giulio Romano[12]
- Venere spiata da un satiro con i puttini, collezione privata[13]
- Barca della foruna, opera di Nicolas Karcher, conservato a Lisbona
- Fructus belli-la paga dei soldati, conservato in Écouen (Francia)
- Fructus belli-il convito degli ufficiali, conservato in Écouen (Francia)
- Fructus belli-il carro del trionfo, conservato in Écouen (Francia)
- Puttini-la città, collezione privata, conservato a Vicenza
- Puttini-la danza, collezione privata, conservato a Vicenza
- Puttini-la lepre, collezione privata, conservato a Vicenza
- Puttini-il caprone, collezione privata, conservato a Vicenza
- Puttini-la vendemmia, collezione privata, conservato a Vicenza
- Puttini-il gioco del cavalluccio, collezione privata, conservato a Vicenza
- Alessandro Magno-Battaglia di Isso, conservato a Monselice
- Vita di Mosè, conservato a Châteaudun (Francia)
- Gli ebrei danno i loro tesori d'argento a Mosè, conservato a Châteaudun (Francia)
- Storia di Giasone, 1554, conservato a Firenze
- Cefalo e Proci, conservato nei Musei Vaticani
- Pesca miracolosa, conservato nei Musei Vaticani
- Incontro di Enea e Didone, conservato nel castello Sforzesco di Milano
- Danza dei putti, conservato nel Museo del Duomo di Milano[14]
- Il passaggio del Mar Rosso, conservato nel Museo del Duomo di Milano
- Venere appare ad Enea, conservato a Madrid
- Vita di Alessandro Magno, 1600, conservato a Monselice
- Storie di Giasone, conservato a Novellara
- Atti degli Apostoli, 9 pezzi, conservati nel Museo Diocesano di Mantova
- Millefiori di Isabella d'Este, 3 pezzi, conservati nel Museo Diocesano di Mantova[15]
- Vita di Cristo, 1598, 6 pezzi, conservati nel Museo Diocesano di Mantova[16]

## Mostre
Mantova ha ospitato nelle sale di Palazzo Te dal 14 marzo al 27 giugno 2010 la mostra Gli arazzi dei Gonzaga nel Rinascimento. Da Mantegna a Raffaello e Giulio Romano nella quale furono esposti 34 pezzi appartenuti ai Gonzaga.